# En el corredor de la muerte
En el corredor de la muerte és una sèrie de televisió espanyola de drama biogràfic, creada per Ramón Campos, Gema R. Neira i Diego Sotelo, protagonitzada per Miguel Ángel Silvestre i produïda per Bambú Producciones per a Movistar+, basada en el llibre de no ficció del mateix nom del periodista Nacho Carretero (autor també de Fariña, de la qual Bambú Produccions també va produir una adaptació a televisió) sobre el cas del pres hispanoestatunidenc Pablo Ibar. La sèrie, dirigida per Carlos Marqués-Marcet i escrita per Ramón Campos, Gema R. Neira, Diego Sotelo, David Moreno, Andrés M. Koppel, Carlos López y Fran Navarro, consta de quatre capítols de 50 minuts i es va estrenar a Movistar+ el 13 de setembre de 2019.

## Sinopsi
Basada en fets reals, la història d' En el corredor de la muerte relata el procés judicial des que van aparèixer els cossos sense vida de Casimir Sucharski, amo d'un club nocturn, i dos models de 25 anys, Sharon Anderson i Marie Rogers, un 27 de gener de 1994. La policia de Miramar (Florida) descobreix una càmera instal·lada en el saló de la víctima que va gravar el crim. Aquestes imatges, malgrat la seva ínfima qualitat, són la prova principal dels detectius perquè revela el rostre borrós d'un dels assaltants. Tres setmanes més tard, en una comissaria d'un altre districte, un agent creu reconèixer a un dels assassins: és Pablo Ibar, un home de nacionalitat espanyola a qui acabaven de detenir al costat d'uns amics per un robatori menor. Pablo assegura que és innocent. Cap de les proves trobades en el lloc del crim l'inculpen, però no serveix de res. Pablo és condemnat i enviat al corredor de la mort, on ha estat pres 16 anys.

## Repartiment i personatges
- Miguel Ángel Silvestre com Pablo Ibar.
- Marisé Álvarez com Tanya Ibar, esposa de Pablo.
- Ramón Agirre Lasarte com Cándido Ibar, pare de Pablo i històric pilotari basc emigrat a Florida als anys 60.
- Laura de la Uz com Cristina, mare de Pablo i exdona de Cándido. Va morir de càncer quan Pablo estava a la presó.
- Pau Poch com Michael, germà de Pablo.
- Gianpiero Cognoli com Phil Gentile, detectiu de la policia de Miramar i primer a arribar al macabre escenari juntament amb Charles Bennet
- Simao Cayatte com Charles Bennet, detectiu de la policia de Miramar i primer a arribar al macabre escenari juntament amb Phil Gentile.
- Nick Devlin com Benjamin Waxman, actual advocat de Pablo.
- Eric Goode com Mike Rowland, el fiscal.
- Ben Temple com Clay Monroe, primer advocat de Pablo.
- Erick Miranda com Michael Abernazy.[7]

## Capítols
| Núm. (sèrie) | Títol       | Direcció              | Guió | Data d'emissió         |
| ------------ | ----------- | --------------------- | --- | ---------------------- |
| 1            | «1993-1994» | Carlos Marqués-Marcet | Argument: Diego Sotelo, Ramón Campos, Gema R. Neira, Nacho Carretero i Fran Navarro Diàlegs: David Moreno i Andrés Koppel | 13 de setembre de 2019 |
| 2            | «1994-2000» | Carlos Marqués-Marcet | Argument: Diego Sotelo, Ramón Campos, Gema R. Neira, Nacho Carretero i Fran Navarro Diàlegs: Carlos López                 | 13 de setembre de 2019 |
| 3            | «2000-2008» | Carlos Marqués-Marcet | Argument: Diego Sotelo, Ramón Campos, Gema R. Neira, Nacho Carretero i Fran Navarro Diàlegs: David Moreno i Andrés Koppel | 13 de setembre de 2019 |
| 4            | «2008-2019» | Carlos Marqués-Marcet | Argument: Diego Sotelo, Ramón Campos, Gema R. Neira, Nacho Carretero i Fran Navarro Diàlegs: David Moreno i Andrés Koppel | 13 de setembre de 2019 |

## Producció
El 26 de setembre de 2018, coincidendo amb el llançament aquest mateix mes del llibre de no ficció En el corredor de la muerte de Nacho Carretero sobre el cas de Pablo Ibar, es va anunciar que n'estava en desenvolupament una adaptació a càrrec de Bambú Producciones, igual que va ocórrer amb Fariña, un altre llibre de Carretero, que també va ser adaptada per Bambú Producciones i emesa per Antena 3. El 21 de gener de 2019, es va anunciar que la sèrie va ser agafada per Movistar+ i que estaria protagonitzada per Miguel Ángel Silvestre, qui interpretaria Pablo Ibar. El rodatge de la sèrie va començar al febrer de 2019.

## Llançament

### Màrqueting
El 7 de juny de 2019, el cartell oficial i primer tràiler de la sèrie van ser fets públics.

### Estrena
La sèrie va ser programada per ser estrenada a Movistar+ el 13 de setembre de 2019. L'agost de 2019 es va anunciar que la sèrie serà projectada abans de la seva estrena al FesTVal el 4 de setembre de 2019.

## Recepció

### Crítica
En el corredor de la muerte va ser universalment aclamada per la crítica. Paula Hergar de Vertele va descriure la sèrie com "d'aquestes […] que no et deixen indiferent" i com una "denúncia […] al somni americà que molts […] van anar a complir sense saber que sense diners allò es convertia en malson" i va descriure l'actuació de Miguel Ángel Silvestre com la millor de l'actor fins avui. Cristian Quijorna de FormulaTV va ser igual de positiu, elogiant el ritme de la sèrie, el to realista, la fotografia i la interpretació de Silvestre, arribant a la conclusió que la sèrie és "una de les joies de la corona del catàleg de Movistar+". Sergio Espí i Carla Calvo de Periodista Digital van declarar la sèrie com a "candidata a millor sèrie de l'any" i la van descriure com a "emotiva, sincera, entretinguda i aterridora" i "una carambola perfecta" amb Silvestre, Bambú Producciones i la mateixa Movistar+ com els seus "clars beneficiats".